# Chérac
Chérac és un municipi francès situat al departament del Charente Marítim i a la regió de la Nova Aquitània. L'any 2007 tenia 1.030 habitants.

## Demografia

### Població
El 2007 la població de fet de Chérac era de 1.030 persones. Hi havia 432 famílies de les quals 104 eren unipersonals (40 homes vivint sols i 64 dones vivint soles), 148 parelles sense fills, 152 parelles amb fills i 28 famílies monoparentals amb fills.
La població ha evolucionat segons el següent gràfic:
Habitants censats

### Habitatges
El 2007 hi havia 517 habitatges, 435 eren l'habitatge principal de la família, 27 eren segones residències i 55 estaven desocupats. 489 eren cases i 25 eren apartaments. Dels 435 habitatges principals, 317 estaven ocupats pels seus propietaris, 99 estaven llogats i ocupats pels llogaters i 19 estaven cedits a títol gratuït; 18 tenien una cambra, 20 en tenien dues, 49 en tenien tres, 110 en tenien quatre i 238 en tenien cinc o més. 352 habitatges disposaven pel capbaix d'una plaça de pàrquing. A 167 habitatges hi havia un automòbil i a 226 n'hi havia dos o més.

### Piràmide de població
La piràmide de població per edats i sexe el 2009 era:
| Homes | Edats   | Dones |
| ----- | ------- | ----- |
| 0     | 95 o +  | 4     |
| 0     | 90 a 94 | 4     |
| 4     | 85 a 89 | 20    |
| 4     | 80 a 84 | 8     |
| 24    | 75 a 79 | 16    |
| 32    | 70 a 74 | 28    |
| 12    | 65 a 69 | 24    |
| 28    | 60 a 64 | 16    |
| 24    | 55 a 59 | 20    |
| 32    | 50 a 54 | 12    |
| 52    | 45 a 49 | 36    |
| 56    | 40 a 44 | 36    |
| 36    | 35 a 39 | 60    |
| 32    | 30 a 34 | 40    |
| 32    | 25 a 29 | 48    |
| 4     | 20 a 24 | 12    |
| 48    | 15 a 19 | 24    |
| 32    | 10 a 14 | 28    |
| 20    | 5 a 9   | 48    |
| 40    | 0 a 4   | 16    |

## Economia
El 2007 la població en edat de treballar era de 670 persones, 487 eren actives i 183 eren inactives. De les 487 persones actives 466 estaven ocupades (245 homes i 221 dones) i 21 estaven aturades (11 homes i 10 dones). De les 183 persones inactives 70 estaven jubilades, 62 estaven estudiant i 51 estaven classificades com a «altres inactius».

### Ingressos
El 2009 a Chérac hi havia 458 unitats fiscals que integraven 1.135 persones, la mediana anual d'ingressos fiscals per persona era de 16.866 €.

### Activitats econòmiques
Dels 39 establiments que hi havia el 2007, 2 eren d'empreses alimentàries, 1 d'una empresa de fabricació de material elèctric, 1 d'una empresa de fabricació d'altres productes industrials, 8 d'empreses de construcció, 12 d'empreses de comerç i reparació d'automòbils, 2 d'empreses de transport, 5 d'empreses d'hostatgeria i restauració, 1 d'una empresa financera, 1 d'una empresa immobiliària, 3 d'empreses de serveis, 1 d'una entitat de l'administració pública i 2 d'empreses classificades com a «altres activitats de serveis».
Dels 14 establiments de servei als particulars que hi havia el 2009, 1 era un taller de reparació d'automòbils i de material agrícola, 3 paletes, 1 guixaire pintor, 3 lampisteries, 1 electricista, 2 perruqueries i 3 restaurants.
Dels 3 establiments comercials que hi havia el 2009, 1 era una fleca, 1 una carnisseria i 1 una botiga d'equipament de la llar.
L'any 2000 a Chérac hi havia 50 explotacions agrícoles que ocupaven un total de 1.428 hectàrees.

## Equipaments sanitaris i escolars
L'únic equipament sanitari que hi havia el 2009 era una farmàcia.
El 2009 hi havia una escola elemental.

## Poblacions més properes
El següent diagrama mostra les poblacions més properes.